# Clybourne Park
Clybourne Park è un'opera teatrale di Bruce Norris, seguito ideale del dramma di Lorraine Hansberry A Raisin in the Sun (1959). Il dramma ha debuttato a New York nel 2010 e a Londra nel 2011, aggiudicandosi il Premio Pulitzer per la drammaturgia e il Tony Award alla migliore opera teatrale. I due atti dell'opera, ambientati l'uno a cinquant'anni dall'altro, illustrano i cambiamenti di un quartiere residenziale, affrontando i temi della gentrificazione e del razzismo.